# Vincent Black Shadow

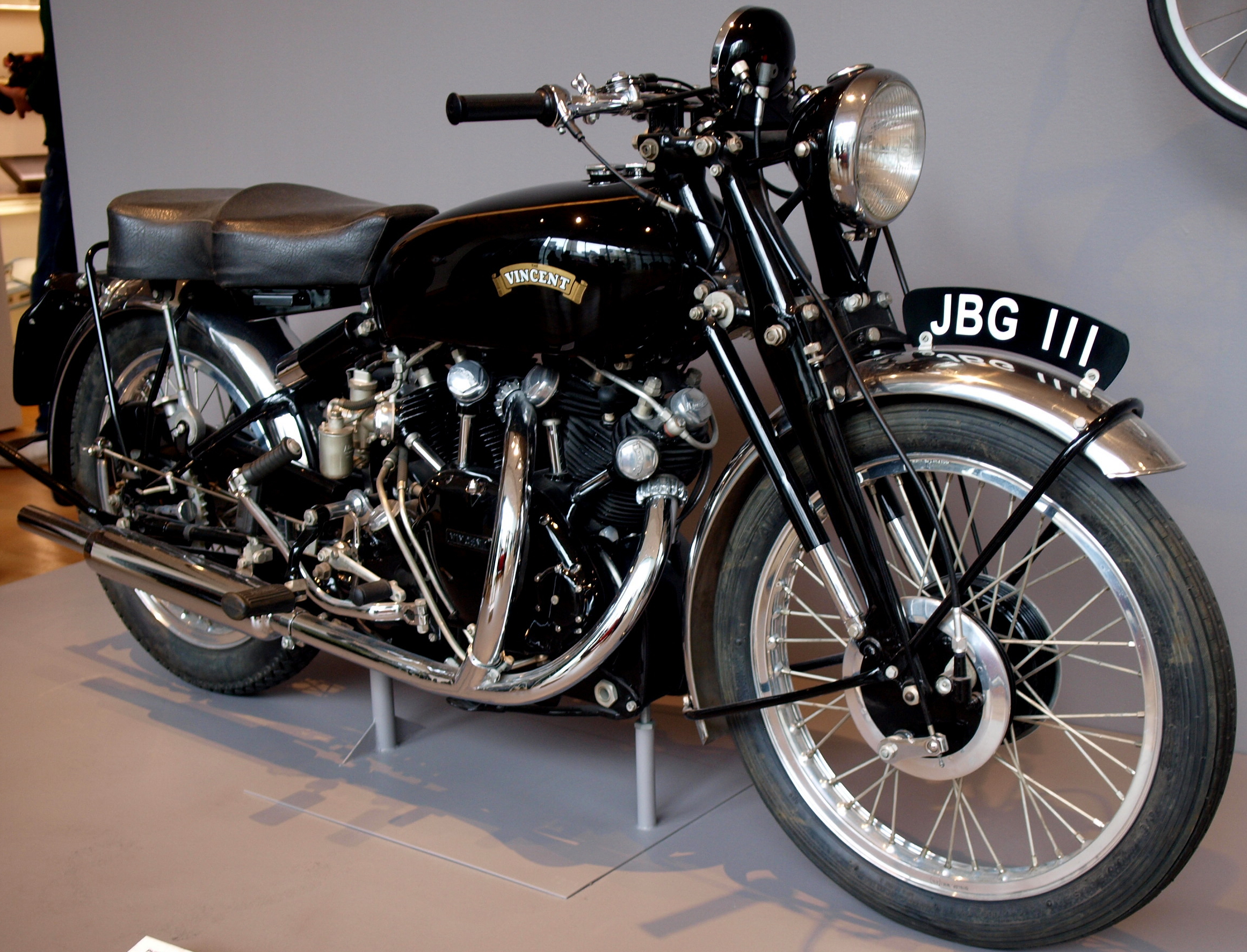
Vincent-HRD Series C Black Shadow

Vincent Black Shadow — британський мотоцикл, що вироблявся з 1948 року, який по праву вважають одним із найкращих у світі двоколісних коней.
Важливим фактом в історії цього мотоцикла, що він впродовж 15-ти років був найшвидшим мотоциклом у світі до 1963 року, завдяки визначним технічним характеристикам
| Двигун           | 998 см³, 84×90 мм, V-Twin 50 °, OHV, 7.3:1 |
| Карбюратор       | 2 x 1.125 дюйма (28.6 мм), 29 Amals        |
| Запалювання      | Lucas Magneto                              |
| Змазування       | сухий піддон                               |
| коробка передач  | 4ст. КПП, барабанна муфта                  |
| Головна передача | 530 ланцюгова, 46/21                       |
| Шини             | 3x 20 з переду, 3.50 x 19 позаду           |
| Передня вилка    | вилка Vincent Girdraulic                   |
| Гальма           | барабанні                                  |
| Вага             | 206 кг. (227 кг)                           |
| Колісна база     | 1415 мм.                                   |
| Висота по сідлу  | 826 мм.                                    |
| Паливний бак     | 16 літрів                                  |